# Умаханов, Магомед-Гасан Умаханович
Магомед-Гасан Умаханович Умаханов (19 октября 1975, Карабудахкент, Ленинский район, Дагестанская АССР, РСФСР, СССР) — российский спортсмен, специализируется по ушу, чемпион Европы и России по ушу-саньда.

## Биография
Ушу-саньда начал заниматься в 1991 году в Махачкале в СК «Денгиз». Занимался под руководством Расула Чотанова. В сентябре 1994 года в Мюнхене стал чемпионом Европы.

## Спортивные достижения
- Чемпионат Европы по ушу 1994 — ;
- Чемпионат России по ушу 1995 — ;

## Личная жизнь
Родился в Карабудахкенте, где в 1992 году закончил школу. В 1997 году окончил Дагестанский государственный педагогический университет, спортивный факультет.